# Boom Mountain
Boom Mountain är ett berg i Kanada.   Det ligger i provinserna British Columbia och Alberta, i den centrala delen av landet, 3 000 km väster om huvudstaden Ottawa. Toppen på Boom Mountain är 2 758 meter över havet, eller 471 meter över den omgivande terrängen. Bredden vid basen är 2,7 km. Boom Mountain ingår i Bow Range.
Terrängen runt Boom Mountain är bergig åt sydväst, men åt nordost är den kuperad.Trakten runt Boom Mountain är nära nog obefolkad, med mindre än två invånare per kvadratkilometer.. 
Trakten runt Boom Mountain består i huvudsak av gräsmarker.